# 东京陵街道
东京陵街道，原为东京陵乡，是中华人民共和国辽宁省辽阳市文圣区下辖的一个乡镇级行政单位。2020年4月，撤销新城街道。将原新城街道辖区整体划入东京陵街道。将原东京陵街道的稠井子、尖山子、东京陵、东光村划入庆阳街道。调整后的东京陵街道，东、南至太子岛村，西至迎水寺村边的太子河中心线，北至接官村。

## 行政区划
东京陵街道下辖以下地区：
东京陵村、朴家沟村、迎水寺村、新城村、河东村、兴农村、太子岛村、稠井子村、东光村、接官厅村、高营墙村和尖山子村。
2020年4月，调整后的东京陵街道下辖：祥和、滨水花园、观澜丽景、阳光、京都城、金域、龙源山居、保莱、泛美、恒大、锦绣澜湾11个社区;迎水寺、高营墙、接官、河东、新城、兴农、太子岛7个村。